# Pavel Čáslava
Pavel Čáslava (* 22. června 1945, Nymburk) je český politik a v letech 2006 až 2012 senátor za obvod č. 2 – Sokolov. Je členem ODS.

## Vzdělání a pracovní život
Vystudoval Filozofickou fakultu Univerzity Karlovy a poté Filozofickou fakultu Masarykovy univerzity. Po ukončení studia pracoval do devadesátých let jako poradenský psycholog. V letech 1990 až 2007 působil jako ředitel centra sociálních služeb v Karlovarském kraji.

## Politika
Zastává různé funkce v ODS na místní úrovni. Je zastupitelem města Sokolov. Mezi lety 2006 a 2012 byl členem Senátu PČR, kde se především zabýval otázkami zdravotnictví a sociálních služeb.
V květnu 2013 se stal náměstkem ministryně práce a sociálních věcí Ludmily Müllerové pro sociální a rodinnou politiku.